# Clostridium oceanicum
Il Clostridium oceanicum  è una specie di batterio appartenente alla famiglia delle Clostridiaceae.